# Spinello (mineralogia)
Lo spinello (simbolo IMA: Spl) è un minerale comune del supergruppo dello spinello e in particolare degli ossispinelli, nella cui famiglia occupa un posto nel sottogruppo dello spinello; la sua composizione chimica è MgAl2O4. Da un punto di vista chimico è un alluminato di magnesio.
La struttura dello spinello è uno dei tipi di struttura più importanti e comuni, in cui si cristallizzano oltre ad essa altri 30 minerali noti.
Molte varietà di colore sono ora prodotte sinteticamente e, oltre a essere utilizzate come pietre preziose, sono anche utilizzate come materia prima per ceramiche tecniche e pigmenti come il blu di Thénard come spinello di cobalto sintetico.

## Etimologia e storia
L'origine del nome non è del tutto chiara. Si presume, tuttavia, che derivi originariamente dal greco antico σπίν(ν)ος ('spín(n)os', scintilla o scintillio) e quindi si riferisca alla sua lucentezza, o si sia sviluppato in riferimento ai tipici ottaedri di cristallo a forma di spine e spigoli vivi, quindi il nome può derivare anche dal latino spina, spinus o spinula ('spina' o 'cono') oppure spinella ('piccola spina').
Il nome spinello è stato tramandato in varie grafie in Europa almeno a partire dal XVI secolo, tra cui spynell in Inghilterra (1528), spinella di Georgius Agricola (1546) e come spinellus da Anselmus de Boodt (1609). Simile al termine carbonchio o pietra carbonchio, noto fin dall'antichità, lo spinello non si riferiva specificamente al minerale noto oggi come spinello nobile, ma generalmente a gemme rosse in ogni sfumatura dal rosso acceso al viola rossastro (colori giacinto) al bianco giallastro o al giallo biancastro. Fu solo intorno al 1800 che si riconobbe che il rubino rosso e lo zaffiro blu da un lato colorano solo le varietà dello stesso minerale corindone e dall'altro lo spinello e i minerali del gruppo del granato, che sono simili per colore e cristallografia e che formano le proprie specie minerali.
Poiché lo spinello era conosciuto e riconosciuto come una specie minerale a sé stante molto prima della fondazione dell'Associazione Mineralogica Internazionale (IMA), questo è stato adottato dalla sua Commissione sui nuovi minerali, la nomenclatura e la classificazione (CNMNC) e si riferisce allo spinello come un cosiddetto minerale grandfathered (G).

## Classificazione
Nella Sistematica dei lapis (Lapis-Systematik) di Stefan Weiß al minerale è stato assegnato il numero di sistema IV/B.01. Ciò corrisponde alla classe degli "ossidi con rapporto tra metallo e ossigeno = 3:4 (spinello di tipo M3O4 e composti correlati)" dove lo spinello si trova insieme a gahnite, galaxite e hercynite.
La nona edizione della sistematica minerale di Strunz, valida dal 2001 e aggiornata dall'Associazione Mineralogica Internazionale (IMA) fino al 2009, elenca lo spinello nella classe "4. Ossidi (idrossidi, V[5,6] vanadati, arseniti, antimoniti, bismutiti, solfiti, seleniti, telluriti, iodati)" e nella sottoclasse "4.B Metallo:Ossigeno = 3:4 e simili"; questa è ulteriormente suddivisa in base alla dimensione dei cationi coinvolti, in modo che lo spinello possa essere trovato nella sezione "4.BB Con soltanto cationi di media dimensione" dove insieme a cocromite, cuprospinello, filipstadite, jacobsite, magnesiocoulsonite, magnesioferrite, qandilite, vuorelainenite, zincocromite, cromite, franklinite, gahnite, galaxite, hercynite, magnesiocromite, magnetite, nicromite, trevorite, ulvöspinello e coulsonite forma il sistema nº 4.BB.05.
Questa classificazione rimane invariata anche nell'edizione successiva, proseguita dal database "mindat.org" e chiamata Classificazione Strunz-mindat, con l'aggiunta del minerale wernerkrauseite.
Nella classificazione dei minerali secondo Dana, che viene utilizzata principalmente nel mondo anglosassone, lo spinello ha il numero di sistema e minerale 07.02.01. Ciò corrisponde alla classe degli "ossidi e idrossidi" e quindi alla sottoclasse degli "ossidi multipli". Qui si trova all'interno della suddivisione degli "ossidi multipli (A+B2+)2X4, gruppo dello spinello" dove lo spinello è collocato nel "sottogruppo dell'alluminio", in cui sono classificati anche galaxite, hercynite e gahnite.

## Abito cristallino

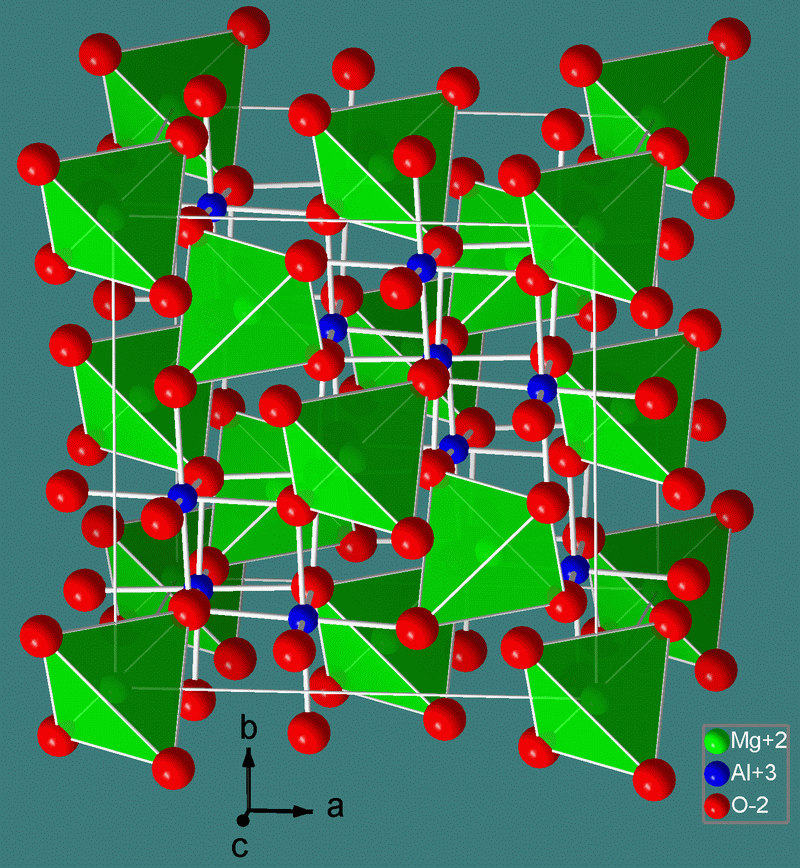
Struttura cristallina dello spinello

Lo spinello cristallizza nel sistema cubico nel gruppo spaziale Fd3m (gruppo nº 227) con la costante di reticolo a = 8,09 Å, oltre a 8 unità di formula per cella unitaria.

## Modificazioni e varietà
Lo spinello puro è incolore. Tuttavia, la stechiometria della formula chimica è in larga misura variabile, cioè il magnesio o l'alluminio possono essere presenti in proporzioni diverse o sostituiti da cationi che sono effettivamente estranei alla formula. In esso possono essere disciolte eccedenze particolarmente grandi di cationi di alluminio. Un eccesso di magnesio è possibile solo a temperature estremamente elevate (a partire da circa 1500 °C); ciò si traduce in un'ampia gamma di colori possibili, che vanno dal viola al rosso al rosa, al giallo e dal verde al blu al marrone al nero. Ad alcune varietà di colore è stato dato un nome proprio e sono diffuse anche nel commercio delle pietre preziose.
- Lo spinello nobile o spinello rubino ottiene il suo forte colore rosso chiaro o scuro per sostituzione di ossido di alluminio (Al2O3) con tracce di triossido di dicromo (Cr2O3).[7]
- Spinello almandino è un termine del XIX secolo per indicare spinelli rosso scuro con una sfumatura di blu o viola.[12]
- Rubino di Balas è un termine obsoleto per indicare una gemma dal rosa al rosso pallido, che si diffuse intorno al 1200 d.C. e serviva come demarcazione per un "carbonchio" o rubino di minore bellezza.[12] Poiché questo nome è fuorviante, ora viene rifiutato dal CIBJO e non viene più utilizzato nel commercio di pietre preziose, a differenza del nome alternativo "rubino di Balas".[9]
- Rubicell o Rubacell come forma diminutiva dal francese rubis o rubace (rubino) sono stati usati dal 17 ° secolo come nome per varietà dal giallo-arancio al giallo-rosso, simili al giacinto.[12]
- Lo spinello blu o "spinello zaffiro" ottiene il suo colore blu sostituendo l'ossido di magnesio con ossido ferroso (FeO) fino al 3,5%.[7]
- Nel caso dello spinello verde o "clorospinello" (dal greco antico χλωρός, 'chlōrós' "verde chiaro, fresco", secondo Gustav Rose 1840[12]), parti di ossido di magnesio e ossido di alluminio sono sostituite da tracce di ossido rameico (CuO) e ossido ferrico (Fe2O3) fino al 15%.[7]
- La pleonast (da René Just Haüy), anche ceylanite (da Jean-Claude Delamétherie 1793),[12] ottiene il suo colore da marrone a nero da miscele più grandi di ossido ferroso e ossido ferrico.[7] Il più delle volte, è anche opaco.

## Origine e giacitura
Lo spinello si forma come minerale accessorio nelle rocce ultrabasiche del mantello superiore terrestre, come il basalto e la peridotite. Può anche essere formato metasomaticamente dallo spostamento di dolomite e calcare o metamorficamente in gneiss e marmo. Nelle rocce in questione, lo spinello si trova solitamente sotto forma di cristalli ottaedrici incarniti e ben formati e meno spesso come geminati. Inoltre, si trova anche in forma arrotolata, più o meno sciolta, nei saponi con pietre preziose. I minerali di accompagnamento includono andalusite, condrodite, forsterite, corindone, flogopite, sillimanite e scapolite.
Essendo una formazione minerale comune, gli spinelli possono essere trovati in moltissimi siti. Uno dei più grandi cristalli di spinello conosciuti in tutto il mondo è un cristallo piatto rosso-violaceo, con un diametro di 17,8 cm, che è stato trovato nel 2005 vicino ad An Phu nel distretto minerario di "Lục Yên" nella provincia di Yen Bai (in Vietnam).
L'altopiano dell'Aldan è noto nell'ambiente della mineralogia per gli straordinari ritrovamenti di spinello con reperti di cristallo della varietà "Pleonast" fino a 15 cm di dimensione. Cristalli che pesano fino a 14 kg e hanno una dimensione di 12 cm sono stati trovati vicino ad Amity (Stato di New York) e Sterling Hill (New Jersey) negli Stati Uniti. Ratnapura in Sri Lanka e Mogok in Myanmar, così come Kukh-i-Lal (in Tagikistan) nelle montagne del Pamir, divennero noti anche per i loro reperti di cristallo viola e rosso di qualità particolarmente elevata e dimensioni comprese tra 2 e 5 cm. Una rarità sono gli spinelli stellati neri e grigio-blu fino al viola con asterismo a quattro e sei punte che finora sono stati trovati principalmente in Sri Lanka.
In Italia lo spinello è stato trovato in numerosi siti sparsi nelle varie regioni; solo per citarne alcuni rappresentativi delle varie aree geografiche: Lanzada e Niardo (Lombardia); in Val Venosta e a Moso in Passiria (Trentino-Alto Adige); a Vigarano Mainarda e Serramazzoni (Emilia Romagna); ad Albano Laziale e Castel Giuliano (Lazio); Carsoli e Pescosansonesco (Abruzzo); a Melfi e Rionero in Vulture (Basilicata); a Pollena Trocchia e a Ercolano (Campania); a Golfo Aranci (Sardegna); a Melilli (Sicilia).
In Germania, il minerale si trova finora in diverse cave vicino a Bötzingen, Horben, Immendingen, Schelingen, Scharnhausen e dal Katzenbuckel nel Baden-Württemberg; in molti luoghi della Foresta di Franconia e della Bassa Baviera; nei pressi di Hochstädten e Kilsbach in Assia; in diversi siti nelle vicinanze di Bad Harzburg in Bassa Sassonia; nel Siebengebirge della Renania Settentrionale-Vestfalia; in molte località dell'Eifel in Renania-Palatinato; vicino a Waldheim, Dresda, Hinterhermsdorf, Pöhla (Schwarzenberg) così come sul Greifensteine e sul Löbauer Berg in Sassonia e sul Kammberg vicino a Joldelund nello Schleswig-Holstein.
In Africa lo spinello è stato trovato per esempio a Biankouma (Costa d'Avorio); in diverse contee del Kenya come la contea di Laikipia e la contea di Taita-Taveta; nelle regioni di Alaotra-Mangoro e Betsiboka, oltre a moltissimi altri siti del Madagascar.
In Asia si contano molti siti in Giappone, Mongolia, Corea del Nord (solo per citarne alcuni), così come nelle Americhe si contano siti in Messico, Perù e Stati Uniti.
Ritrovamenti anche in Oceania (Nuova Zelanda e Australia), oltre che in altri numerosi Stati sparsi per il mondo.
Lo spinello è stato rilevato anche in campioni di roccia provenienti dalla dorsale del Pacifico orientale (complesso ultramafico "Hess Depth") e al di fuori della Terra, nella polvere della cometa 81P/Wild e in campioni di roccia provenienti dalla Luna portati dalle missioni Apollo 14 e Apollo 16.
Nella letteratura pertinente, la fase γ dell'olivina, che si forma ad alte pressioni ed è la fase minerale dominante nella parte inferiore della zona di transizione del mantello terrestre tra circa 520 e 660 km di profondità, è più spesso indicata come spinello, poiché i suoi cristalli hanno anche la struttura dello spinello. Tuttavia, a causa della diversa composizione chimica, questa designazione non è mineralogicamente corretta.

## Utilizzi

### Come gemma

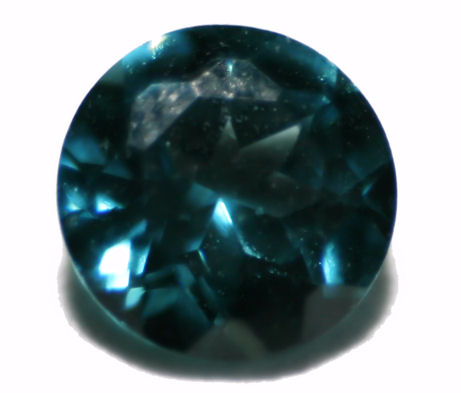
Spinello verde sfaccettato

Gli spinelli di aspetto perfetto sono pietre preziose ricercate, ma rare. Gli spinelli rossi hanno una somiglianza esterna con i rubini. Ad esempio, il Rubino del Principe Nero nella Corona Imperiale di Stato, a lungo ritenuto un rubino, e il Rubino di Timur in una collana dei gioielli della Corona inglese, così come alcune pietre preziose a forma di lacrima nella corona dei Wittelsbach, si sono rivelati essere spinelli.

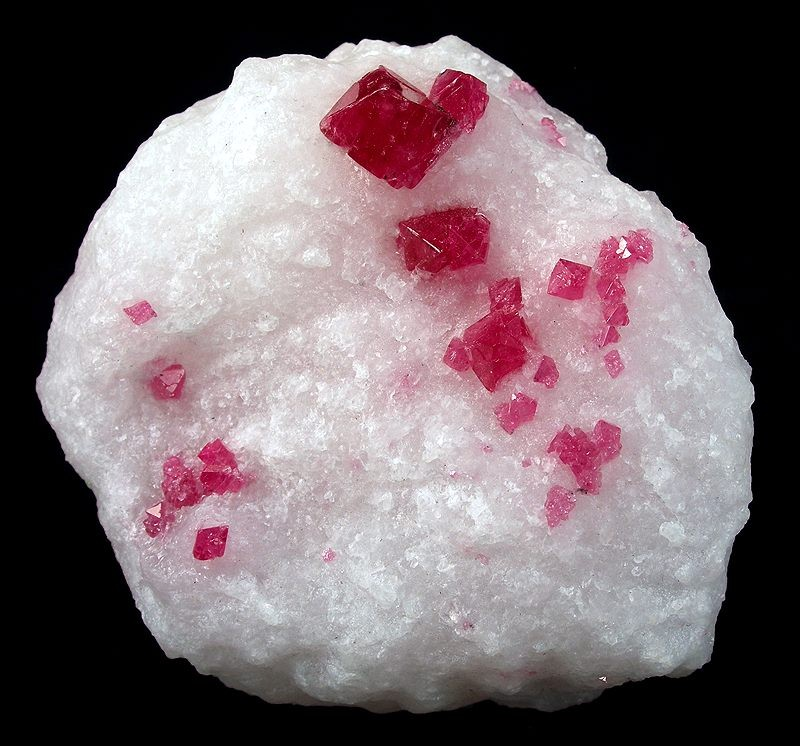
Spinello rosso in roccia madre proveniente da Luc Yen (provincia di Yen Bai), Vietnam (dimensioni: 6,2 cm × 5,9 cm × 2,9 cm)
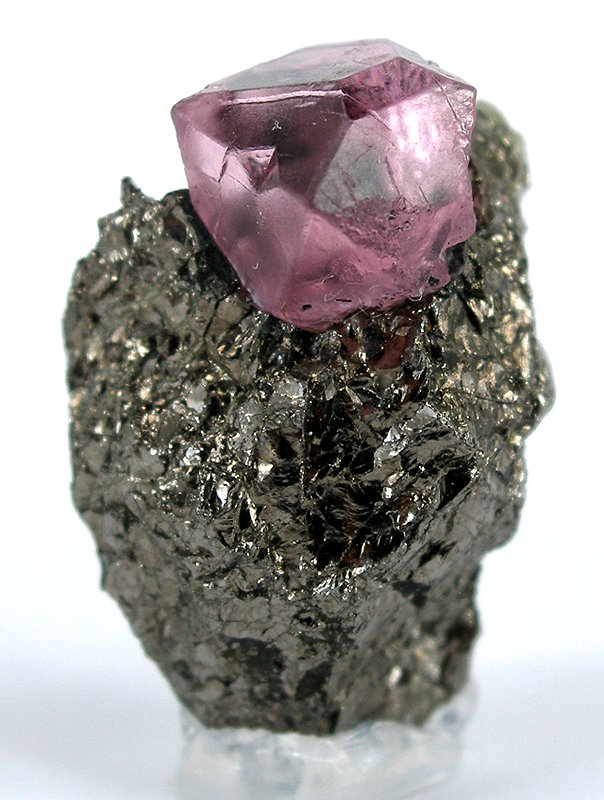
Spinello rosa su pirrotina proveniente da Kuch-i-Lal, distretto di Ishkashim, Tagikistan (dimensioni: 2,2 cm × 1,6 cm × 1,2 cm)
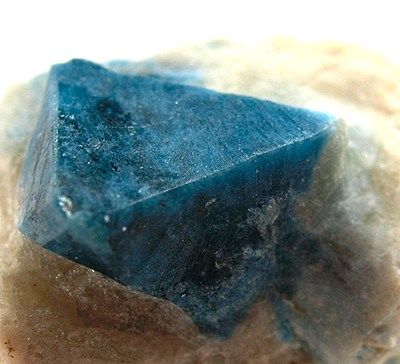
Spinello azzurro cielo proveniente da Helena (nel Montana, Stati Uniti) (dimensione totale: 2,6 cm × 1,8 cm × 1,8 cm)
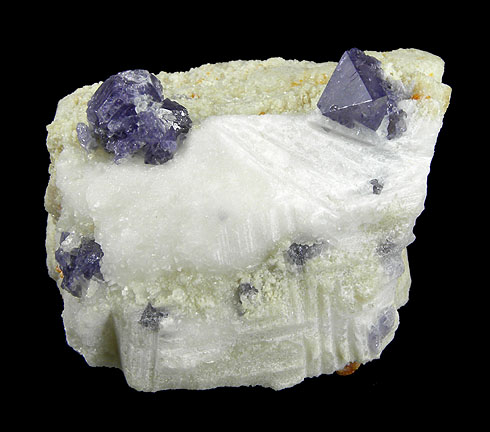
Spinello viola di Ladjuar Medam, miniera di "Sar-e-Sang", Badakhshan, Afghanistan (dimensioni: 4,5 cm × 4,0 cm × 3,7 cm)
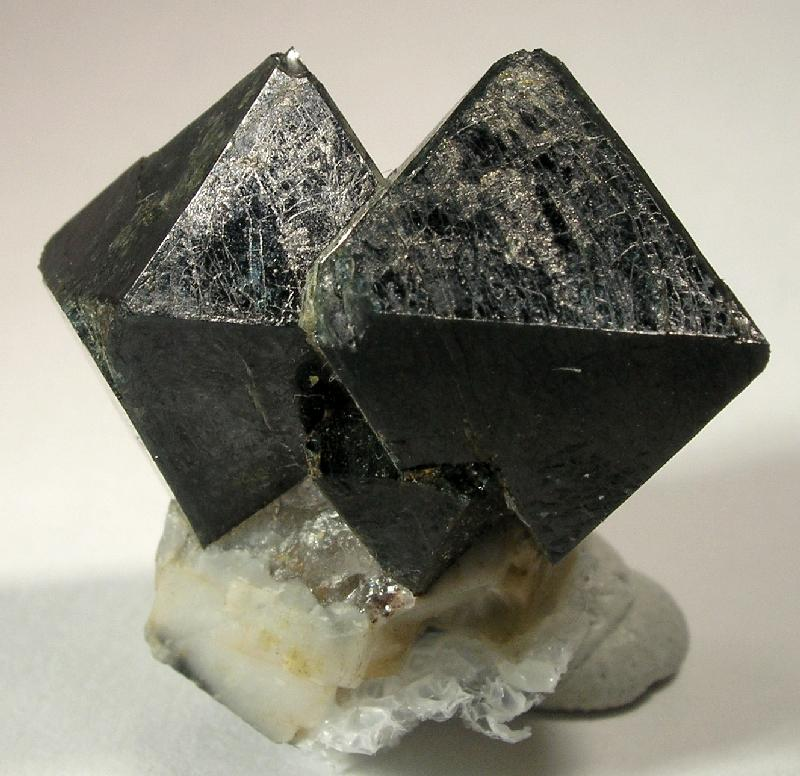
Spinello nero proveniente da Franklin (New Jersey, Stati Uniti) (dimensioni 2,4 cm × 2,3 cm × 1,8 cm)

#### Spinelli di notevole grandezza o famosi
| Nome                                         | Peso grezzo/macinato in carati | Anno di ritrovamento | Luogo di ritrovamento                                                      | Osservazioni                                                                                              |
| -------------------------------------------- | ------------------------------ | -------------------- | -------------------------------------------------------------------------- | --- |
| Rubino del Principe Nero                     | ca. 140                        |                      | probabilmente Badakhshan, in Afghanistan                                   | lucidato e forato, parte dei gioielli della corona britannica, Corona Imperiale di Stato                  |
| Spinello Katharina                           | 146,43                         | Fine anni '80        | presso il fiume Panj a sud di Choruǧ sulle montagne del Pamir (Tagikistan) | sfaccettato, di proprietà privata                                                                         |
| Spinello Samaria                             | 500                            |                      | probabilmente Badakhshan, Afghanistan                                      | lucidato e forato, parte dei gioielli della Corona persiana                                               |
| Rubino Timur                                 | 352,50                         |                      | probabilmente Badakhshan, Afghanistan                                      | lucidato e inciso con i nomi dei precedenti proprietari, parte dei gioielli della Corona inglese, collana |
| Due pietre grezze senza nome                 | 520/–                          |                      |                                                                            | Esposto al British Museum                                                                                 |
| Parte superiore della corona dello zar russo | 398,72                         |                      |                                                                            | Esposti nel Fondo dei Diamanti del Palazzo dell'Armeria del Cremlino di Mosca                             |

### Altri usi
Grazie alla loro elevata durezza e resistenza chimica, nonché al loro alto punto di fusione di 2135 °C, gli spinelli sintetici sono utilizzati per ceramiche refrattarie e a tenuta di gas.

## Variazioni e imitazioni
A differenza dei corindoni (zaffiro e rubino rosso), gli spinelli vengono riscaldati solo in rari casi, poiché i loro colori cambiano in modo insignificante o non nel modo desiderato. A causa del fatto che le qualità tipiche delle pietre preziose dello spinello hanno relativamente meno inclusioni torbide, un altro effetto del riscaldamento, vale a dire il miglioramento della trasparenza mediante la fusione dei cristalli estranei racchiusi, è stato documentato solo in pochi casi. Nei settori specializzati, gli spinelli naturali sono ancora generalmente considerati non trattati. Tuttavia, ci sono eccezioni nel settore premium per alcune varianti di colore di determinate località. Tuttavia, gli spinelli costosi sono solitamente certificati da un laboratorio gemmologico, dove sia gli spinelli riscaldati che quelli sintetici sono distinti in modo affidabile dagli spinelli non trattati mediante spettroscopia Raman a causa del cambiamento strutturale associato, che inizia già a 750 °C.
Gli spinelli sintetici per l'industria della gioielleria sono stati prodotti utilizzando il processo di Verneuil a partire dagli anni '20, con ossido di alluminio (corindone, Al2O3) e ossido di magnesio (periclasio, MgO) che reagiscono per formare spinello (MgAl2O4). Con l'aiuto di altri additivi, è possibile creare le varietà di colore desiderate, come ossido di cobalto(III) (Co2O3) per il blu e triossido di nichel (Ni2O3) per gli spinelli verde chiaro, al fine di imitare l'acquamarina, il granato, il rubino, lo zaffiro, lo smeraldo, varie tormaline e persino la pietra di luna. Dagli anni '50, il lapislazzuli è stato imitato anche dallo spinello sinterizzato sintetico.
Al microscopio polarizzatore, tuttavia, gli spinelli sintetizzati con il metodo di Verneuil mostrano sempre una tipica birifrangenza anomala da sforzo e possono quindi essere distinti dagli spinelli naturali.

## Forma in cui si presenta in natura
Lo spinello sviluppa prevalentemente cristalli ottaedrici, raramente dodecaedrici e a forma di cubo e geminati che possono crescere fino a 30 centimetri di dimensione. Tuttavia, si presenta anche sotto forma di aggregati minerali granulari o massicci. A causa della formazione di cristalli misti e delle frequenti miscele estranee di vari ioni metallici come ferro, cromo, zinco, cobalto o manganese, gli spinelli naturali presentano un'ampia varietà di colori. Gli spinelli chiari e trasparenti hanno anche una forte lucentezza vitrea e sono relativamente insensibili ai danni a causa della loro elevata durezza Mohs pari a 8.